# Coppa Italia di Serie B 1999-2000 (calcio a 5)
La Coppa Italia di Serie B 1999-2000 è stata la 2ª edizione della Coppa Italia di categoria, a cui erano iscritte di ufficio tutte le società di Serie B. La formula della competizione prevede una prima fase, articolata in incontri di andata e ritorno, e una fase finale in gara unica, entrambe a eliminazione diretta. La fase finale, organizzata dalla società Perugia Calcio a 5, si è tenuta il 17 e 18 marzo 2000 presso il PalaEvangelisti di Perugia. Risulta qualificata al turno successivo la squadra che nelle due partite ha ottenuto il miglior punteggio, ovvero, a parità di punteggio, la squadra che ha realizzato il maggior numero di reti. Qualora sussistesse la condizione di parità, si disputeranno due tempi supplementari ed eventualmente i tiri di rigore per determinare la vincitrice

## Primo turno
| Squadra 1           | Totale  | Squadra 2           | Andata | Ritorno |
| ------------------- | ------- | ------------------- | ------ | ------- |
| La Dominante        | 8 - 5   | SUB Milano          | 5 - 0  | 3 - 5   |
| Costa di Sopra      | 4 - 7   | ATS Quartu          | 1 - 4  | 3 - 3   |
| Archipa Sestu       | 3 - 4   | Quartu 2000         | 3 - 2  | 0 - 2   |
| Bergamo             | 11 - 6  | La Torre            | 7 - 4  | 4 - 2   |
| Aldeno              | 14 - 13 | Bubi Merano         | 5 - 4  | 9 - 9   |
| Futsal Aosta        | 8 - 10  | Biella              | 3 - 7  | 5 - 3   |
| Caseificio Pugliese | 8 - 6   | Cesana RV           | 2 - 1  | 6 - 5   |
| Riviera Fazzini     | 2 - 17  | San Paolo Pisa      | 2 - 8  | 0 - 9   |
| Livorno 94          | 5 - 8   | San Michele         | 3 - 5  | 2 - 3   |
| Luparense           | 9 - 7   | Cadoneghe           | 5 - 2  | 4 - 5   |
| Gradese             | 7 - 11  | Manzano             | 2 - 8  | 5 - 3   |
| CUS Macerata        | 6 - 9   | Scudo San Carlo     | 2 - 2  | 4 - 7   |
| Perugia             | 17 - 3  | Pattol Club         | 13 - 1 | 4 - 2   |
| Ambroveneto         | 4 - 11  | Cesena              | 4 - 4  | 0 - 7   |
| Roma                | 9 - 10  | Lido di Roma        | 3 - 3  | 6 - 7   |
| CUS Viterbo         | 9 - 6   | Civitavecchia       | 4 - 4  | 5 - 2   |
| Velletri            | 10 - 6  | Bellator Frusino    | 4 - 1  | 6 - 5   |
| Team Matera         | 14 - 4  | Libertas Rutigliano | 9 - 3  | 5 - 1   |
| Sport Five          | 9 - 10  | Martina             | 5 - 3  | 4 - 7   |
| San Benedetto       | 6 - 1   | Miracolo Piceno     | 3 - 0  | 3 - 1   |
| Barletta            | 4 - 10  | Modugno             | 3 - 3  | 1 - 6   |
| Pro Calcetto        | 7 - 10  | CUS L'Aquila        | 6 - 4  | 1 - 6   |
| Avellino            | 8 - 9   | CUS Campobasso      | 3 - 2  | 5 - 7   |
| Olimpia Ischia      | 5 - 7   | Sinuessa            | 3 - 1  | 2 - 6   |
| Real Scafati        | 11 - 7  | Aversa              | 9 - 5  | 2 - 2   |
| Nocerina            | 10 - 4  | Cosentia            | 6 - 3  | 4 - 1   |
| Catanzarese         | 0 - 7   | Viagrande           | 0 - 6  | 0 - 1   |
| Palermo C5          | 7 - 6   | Villabate           | 4 - 1  | 3 - 5   |

## Sedicesimi di finale
Gli incontri di andata si sono disputati il 26 ottobre, quelli di ritorno il 9 novembre 1999 a campi invertiti.
| Squadra 1           | Totale | Squadra 2    | Andata | Ritorno |
| ------------------- | ------ | ------------ | ------ | ------- |
| Toniolo Milano      | -      | La Dominante | -      | 1 - 1   |
| ATS Quartu          | -      | Quartu 2000  | -      | 2 - 4   |
| Aldeno              | -      | Bergamo      | -      | 3 - 3   |
| Caseificio Pugliese | -      | Biella       | -      | 4 - 5   |
| San Paolo Pisa      | -      | San Michele  | -      | 7 - 2   |
| Luparense           | -      | Manzano      | -      | 12 - 4  |
| Scudo San Carlo     | -      | Perugia      | -      | 2 - 3   |
| Rimini              | -      | Cesena       | -      | 2 - 6   |
| Empire S&R          | -      | Lido di Roma | -      | 1 - 2   |
| Velletri            | -      | CUS Viterbo  | -      | 4 - 2   |
| Team Matera         | -      | Martina      | -      | 9 - 6   |
| San Benedetto       | -      | Modugno      | -      | 4 - 4   |
| CUS Campobasso      | -      | CUS L'Aquila | -      | 2 - 2   |
| Real Scafati        | -      | Sinuessa     | -      | 2 - 3   |
| Viagrande           | -      | Nocerina     | -      | 3 - 2   |
| Schmidt Palermo     | -      | Palermo C5   | -      | 3 - 4   |

## Ottavi di finale
Gli incontri di andata si sono disputati il 30 novembre, quelli di ritorno il 14 dicembre 1999 a campi invertiti.
| Squadra 1       | Totale | Squadra 2      | Andata | Ritorno |
| --------------- | ------ | -------------- | ------ | ------- |
| Toniolo Milano  | 12 - 6 | Quartu 2000    | 8 - 3  | 4 - 3   |
| Biella          | -      | Bergamo        | 3 - 5  | -       |
| Luparense       | -      | San Paolo Pisa | 7 - 4  | -       |
| Cesena          | -      | Perugia        | 2 - 7  | -       |
| Lido di Roma    | -      | CUS Viterbo    | -      | -       |
| Team Matera     | -      | Modugno        | 7 - 5  | -       |
| Real Scafati    | -      | CUS Campobasso | -      | -       |
| Schmidt Palermo | -      | Viagrande      | 5 - 1  | -       |

## Quarti di finale
| Squadra 1       | Totale | Squadra 2   | Andata | Ritorno |
| --------------- | ------ | ----------- | ------ | ------- |
| Toniolo Milano  | -      | Bergamo     | -      | -       |
| Perugia         | -      | Luparense   | -      | -       |
| Lido di Roma    | -      | sconosciuta | -      | -       |
| Schmidt Palermo | -      | sconosciuta | -      | -       |

## Fase finale
La final four della Coppa Italia di categoria è stata organizzata dalla società Perugia Calcio a 5 e si è svolta il 17 e il 18 marzo 2000 presso il PalaEvangelisti di Perugia.

### Tabellone
|  | Semifinali         | Semifinali         | Semifinali   |              |         | Finale                | Finale                | Finale          |  |
|  |                    |                    |              |              |         |                       |                       |                 |  |
|  | Perugia (dts)      | Perugia (dts)      | 4            |              |         |                       |                       |                 |  |
|  | Perugia (dts)      | Perugia (dts)      | 4            |              |         |                       |                       |                 |  |
|  | Bergamo            | Bergamo            | 2            |              |         |                       |                       |                 |  |
|  | Bergamo            | Bergamo            | 2            |              | Perugia | Perugia               | 9                     |                 |  |
|  |                    |                    |              |              | Perugia | Perugia               | 9                     |                 |  |
|  |                    |                    | Lido di Roma | Lido di Roma | 5       |                       |                       |                 |  |
|  | Schmidt Palermo    | Schmidt Palermo    | Lido di Roma | Lido di Roma | 5       | 5 (8)                 |                       |                 |  |
|  | Schmidt Palermo    | Schmidt Palermo    |              |              |         | 5 (8)                 |                       |                 |  |
|  | Lido di Roma (dcr) | Lido di Roma (dcr) | 5 (9)        |              |         | Finale 3º posto       | Finale 3º posto       | Finale 3º posto |  |
|  | Lido di Roma (dcr) | Lido di Roma (dcr) | 5 (9)        |              |         |                       |                       |                 |  |
|  |                    |                    |              |              |         |                       |                       |                 |  |
|  |                    |                    |              |              |         | Bergamo               | Bergamo               | 5               |  |
|  |                    |                    |              |              |         | Bergamo               | Bergamo               | 5               |  |
|  |                    |                    |              |              |         | Schmidt Palermo (dts) | Schmidt Palermo (dts) | 7               |  |

### Semifinali
| Perugia 17 marzo 2000, ore --:-- CET | Schmidt Palermo      | 5 – 5 (d.t.s.) (?-?, 3-3, ?-?) | Lido di Roma | PalaEvangelisti |
| Tiri di rigore 3 – 4                 |                      |                                |              |                 |
|                                      |                      |                                |              |                 |
|                                      | Tiri di rigore 3 – 4 |                                |              |                 |

| Perugia 17 marzo 2000, ore --:-- CET | Perugia | 4 – 2 (d.t.s.) (?-?, 2-2, ?-?) | Bergamo | PalaEvangelisti |

### Finale per il terzo posto
| Perugia 18 marzo 2000, ore --:-- CET | Bergamo | 5 – 7 (d.t.s.) (?-?, 4-4, ?-?) | Schmidt Palermo | PalaEvangelisti |

### Finale
| Perugia 18 marzo 2000, ore --:-- CET | Perugia | 9 – 5 (?-?) | Lido di Roma | PalaEvangelisti |